# 全世賢
全世賢（韓語：전세현，1982年12月16日—），韓國女演員，出生于韓國釜山廣域市。

## 影視作品

### 電視劇
- 2010年：KBS《推奴》
- 2010年：MBC《現在還想結婚的女人》
- 2010年：tvN《豐年公寓》飾演 侑拉
- 2010年：MBC《慾望之火》飾演 真淑
- 2011年：E Channel《女帝》飾演 崔友美
- 2011年：tvN《花美男拉麵店》飾演 潑辣女
- 2013年：MBC《奇皇后》飾演 雪花
- 2014年：SBS《Mrs. Cop》飾演 金敏英
- 2015年：SBS《Remember－兒子的戰爭》飾演 藝媛
- 2016年：KBS《五個孩子》飾演 千成熙
- 2016年：KBS《住在我家的男人》飾演 金蘭淑
- 2016年：KBS《完美的妻子》
- 2017年：SBS《Bravo My Life》飾演 姜荷慶
- 2017年：OCN《Melo Holic 愛情中毒》飾演 朴教授
- 2018年：KBS《愛到最後》飾演 世娜的媽媽（客串）
- 2019年：SBS《VAGABOND》飾演 SBC電視台記者 (客串)

### 電影
- 2005年：《舞動真愛》
- 2006年：《我的恐怖女友》
- 2006年：《我們的幸福時光》
- 2008年：《寶貝與我》
- 2009年：《鄭勝必失蹤事件》
- 2009年：《閣樓大象》
- 2011年：《The Beast》
- 2022年：《B級文件》

## 外部連結
- 全世賢的Instagram帳戶
- 全世贤的Naver搜索页面 （页面存档备份，存于）